# Włodek Cove
Die Wlodek Cove (englisch für polnisch Zatoka Włodka) ist eine Bucht von King George Island im Archipel der Südlichen Shetlandinseln. Sie liegt an der Front der Mündung des Nature Conservation Glacier in die Admiralty Bay westlich des Puchalski Peak und nördlich des Vauréal Peak.
Polnische Wissenschaftler benannten sie 1980. Namensgeber ist der polnische Filmemacher und Autor Włodzimierz „Włodek“ Puchalski (1909–1979), der am 19. Januar 1979 während der Arbeiten in einer Pinguinkolonie unweit der Arctowski-Station gestorben war. Sein Grab gehört zu den Historischen Stätten und Denkmälern in der Antarktis (HSM-51).